# Carmen (Messico)
Carmen è uno degli 11 comuni dello stato della Campeche, Messico; si estende per un'area di 8621,20 km² con una popolazione di 248 303 abitanti secondo il censimento del 2015.
Confina al nord con il Golfo del Messico e con il comune di Champotón; a est con il comune di Escárcega e con il comune di Candelaria; a sud con lo Stato messicano di Tabasco e con il Guatemala e a ovest con il comune di Palizada.

## Località principali
A capo del comune c'è la città di Ciudad del Carmen con 154 197 abitanti; tra le altre località citiamo:
- Sabancuy con 6 159 abitanti;
- Isla Aguada con 4 688 abitanti;
- Nuevo Progreso con 4 492 abitanti;
- Atasta con 2 096 abitanti.

## Cronologia dei Governatori
| Governatore del Comune          | Periodo   |
| Condado Ocampo                  | 1916-1917 |
| Onesimo Cahuich                 | 1918      |
| José Del Carmen Cámara          | 1919      |
| Praxedes Prieto                 | 1920      |
| Francisco Barahona P.           | 1921      |
| Ramón Castillo A.               | 1922      |
| Eduardo Cámara Milán            | 1922      |
| Raymundo Poveda C.              | 1923      |
| Manuel Peña Díaz                | 1924-1925 |
| Primitivo González              | 1926-1927 |
| Fernando Angli Lara             | 1927      |
| Justo Curmina Ruibal            | 1928-1929 |
| Benjamin Romero Esquivel        | 1929      |
| Antonio Arjona E.               | 1929      |
| Benjamin Romero Esquivel        | 1930-1931 |
| Pedro Rivero Arce               | 1932-1933 |
| Andrés Guiliani R.              | 1934-1935 |
| Joaquín Alayola Prieto          | 1936-1937 |
| Manuel Gongora                  | 1938-1939 |
| Alvaro Artiñano Aguilar         | 1940-1941 |
| José Del C. Vera                | 1942-1943 |
| Alvaro Artiñano Aguilar         | 1944-1946 |
| Alfonso Rosiñol del Valle       | 1947-1949 |
| Miguel Zepeda García            | 1950-1952 |
| Francisco De La Cabada Vera     | 1953-1955 |
| Everardo Vadillo Sanoguera      | 1956-1958 |
| Jorge García Sánchez            | 1959-1961 |
| Archivaldo Sandova Caldera      | 1962-1964 |
| Jorge Rosiñol Novelo            | 1965-1967 |
| Jorge Lara Repetto              | 1968-1970 |
| Alvaro Rosiñol Novelo           | 1971-1973 |
| Mario Antonio Boeta Blanco      | 1974-1976 |
| David Razú Vera                 | 1977-1979 |
| Carlos Nicolás Rivas Paoli      | 1980-1982 |
| Eduardo Hernández Capetillo     | 1983-1985 |
| José Guillermo Lliteras Repetto | 1986-1988 |
| Luis Roberto Silva Pérez        | 1989-1991 |
| José Jáber Rafful               | 1992-1994 |
| Ricardo Ocampo Fernández        | 1995-1997 |
| Luis Alberto Fuentes Mena       | 1997-2000 |
| Sebastian Calderón Centeno      | 2000-2003 |
| Jorge Rosiñol Abreu             | 2003-2006 |
| José Ignacio Seara Sierra       | 2006-2009 |
| Aracely Escalante Jasso         | 2009-2012 |